# 悪魔に打ち勝つ聖ミカエル (ベルメホ)
『悪魔に打ち勝つ聖ミカエル』（あくまにうちかつせいミカエル、西: San Miguel derrota al demonio、英: Saint Michael Triumphs over the Devil）は、16世紀スペインの画家バルトロメ・ベルメホが1468年ごろ、板上に油彩と金で制作した絵画である。アントニ・ジョアン (Antoni Joan) によりバレンシア近郊のトウス (Tous) にあるサン・ミゲル (San Miguel) 教会の高祭壇のために委嘱された。20点ほどしか現存しない画家の作品のうち最初期のもので、真筆であることは画面下部に本物そっくりに描かれた羊皮紙上のラテン語の署名「バルトロメウス・ルベウス」 (Bartolomeus Rubeus＝赤い《赤毛の》バルトロメ) だけでなく、文書によっても裏付けられる。イギリスにある15世紀スペイン絵画中最も重要なものと見なされている本作は、1995年に購入されて以来、ロンドン・ナショナル・ギャラリーに所蔵されている。

## 主題
絵画に表されているのは聖ミカエルである。ミカエルは「大天使」の階級に属し、守護天使として天の軍勢を率いて悪魔と戦う。ヘブライ語では、「神に似た人」、「神と同等の者」という意味の名である。絵画では鎧を身に着け、剣を手にし、悪魔を踏みつけて描かれることが多い。「最後の審判」に登場する場合は、天秤を持った姿で表される。
竜の形の悪魔がミカエルと彼の天使軍団によって滅ぼされることは、『黙示録』 (12:7) に語られている。この主題は、15世紀にイスラム教徒のムーア人から国土を奪還する「レコンキスタ」運動の最中であったスペインで特に人気があった。ムーア人は、この絵画が描かれてから24年後の1492年に最後の拠点グラナダから追放されることになる。

## 作品
上記の歴史的事情から、ベルメホはミカエルがまさに悪魔を殺そうとしているところを描いた。ミカエルは中世の騎士として描かれ、同時代の鎧を身に着けている。画家は、ミカエルの磨き上げられた金属の鎧を描くために油彩技法の技術的可能性を十分に活用している。鎧は鋼鉄ではなく黄金でできているように見え、凸面上の胸当ては「天上のエルサレム」 (＝天国) のゴシック教会の塔を映し出している。いっそう技巧を駆使した半球状の盾は、水晶の半球が光を反射しつつも透過するものとして描かれている。
ミカエルが纏う聖職者の祭服のような金襴のマントには深紅の裏地が付き、裏地は宝石細工の留め金で留めてある。マントはミカエルの身体の周囲に激しくはためきつつ凍り付いたように見える一方、ミカエルの身振りの優雅さ、静止している翼、若々しい顔の静かな美しさを強調し、彼のシルエットを背景から際立たせている。その背景の擦り切れた金箔には、装飾文様の型押しがある。ミカエルの頭上で接している多色の両翼は、画面左側の彼の足元にいる寄進者アントニ・ジョアンを保護するような曲線を描いている。
ジョアンはトウスの町の領主で、1473年にフランス軍と戦った人物である。紫がかったグレーのダマスク織の服 (高価なビロードの襟付き) を纏っており、彼が騎士であることは重々しい金の鎖と肘に立てかけられている剣でわかる。彼は『詩篇』を捧げ持つが、開かれたページには悔悟を表す2つの詩篇の冒頭が見え、それらは「神よ、わたしを憐れんでください。御慈しみをもって」 (詩篇5) と「深い淵の底から、主よ、あなたを呼びます」 (詩篇130) というものである。
絵画の構図は三角形にもとづいている。ミカエルの振り上げた剣がその頂点をなし、寄進者と悪魔が底辺の両端をなす。この大きな三角形は寄進者の姿が形作る小さな三角形に繁栄され、彼は悶え身体を広げている悪魔と対照されている。ミカエルが踏みつけている悪魔は奇想天外の怪物で、爬虫類、鳥、蛾、コウモリ、貝、ハリネズミ、そして聞き分けのない子供を合体させたようなものである。きらめく目と乳首、好色そうな舌と貪り喰いそうな歯を持ち、後にヒエロニムス・ボスの創造する怪物にも劣らないほど挑発的である。
ベルメホの布地への関心と植物の注意深い描写は、彼がネーデルラント絵画、とりわけハンス・メムリンクとロヒール・ファン・デル・ウェイデンの絵画に関する知識を持っていたことを示唆する。ベルメホはネーデルラントで修業をしたにちがいないと考えられることもあるが、彼がスペインでネーデルラント絵画に親しんだことも十分にありうる。15世紀後半に、スペインの教会には北ヨーロッパから輸入された祭壇画が置かれていたからである。一方で、装飾のある金地の背景は、スペインの中世の絵画に典型的なものである。ベルメホがスペインの慣例とネーデルラント絵画の技術を融合させたことは、新しいとと同時に伝統的な祭壇画を欲していた寄進者を喜ばせたに違いない。